# Estación Floresta (soterrada)
Floresta será una futura estación del soterramiento del ferrocarril Sarmiento. Se ubicará en el barrio del mismo nombre, en la Ciudad de Buenos Aires.